# Ваднаи, Беньямин
Беньямин Ваднаи (венг. Vadnai Benjamin; род. 30 декабря 1995, Веспрем) — венгерский яхтсмен, участник летних Олимпийских игр 2016 года в соревнованиях в классе «Лазер», чемпион мира среди юниоров в классах «Лазер 4.7» (2012) и «Лазер Радиал» (2013), чемпион Венгрии.

## Биография
Заниматься парусным спортом Беньямин Ваднаи начал в 6 лет под руководством своего отца Петера Ваднаи. Первым соревнованием в карьере Ваднаи стал чемпионат Венгрии 2005 года. В 2007 году Беньямин стал чемпионом Венгрии. В 2009 году Ваднаи стал серебряным призёром юниорского чемпионата Европы в классе «Оптимист». Спустя год он стал серебряным призёром юниорского чемпионата Европы в классе «Лазер 4.7», при этом он стал первым в категории до 16 лет. Также на юниорском уровне Ваднаи дважды стал чемпионом мира. В 2012 году венгерский яхтсмен выиграл мировое первенство в классе «Лазер 4.7», а в 2013 победил в соревнованиях класса «Лазер Радиал». С 2014 года Ваднаи начал выступать на взрослых соревнованиях на одноместных швертботах «Лазер». Первое время Беньямин довольно сильно отставал от сильнейших яхтсменов. На чемпионате Европы 2014 года венгр занял 70-е место, а на мировом первенстве стал 73-м. В августе 2015 года Ваднаи стал бронзовым призёром молодёжного чемпионата мира. Первых успехов Ваднаи добился на этапах Кубка Европы. В сентябре 2015 года он стал серебряным призёром европейского этапа в родном Балатонфюреде. В январе 2016 года Ваднаи дебютировал в Кубке мира, выступив на этапе в Майами, где занял 22-е место.
В 2015 году на чемпионате мира в канадском Кингстоне Ваднаи занял 87-е место. На том же чемпионате ещё один венгерский яхтсмен Балаж Томаи стал 50-м, благодаря чему завоевал для страны олимпийскую лицензию в классе «Лазер». Отбор в сборную Венгрии для участия в Играх проходил по сложной формуле. В мае 2016 года венгерская федерация парусного спорта объявила, что на Олимпийских играх выступит Беньямин, который в квалификационном рейтинге смог опередить младшего брата Йонатана, а также Балажа Томаи. Впервой же гонке в Рио-де-Жанейро Ваднаи смог пробиться в десятку сильнейших, финишировав 9-м. Однако затем результаты венгра пошли на спад и за следующие девять гонок ему ни разу не удалось попасть даже в двадцатку сильнейших. По итогам олимпийских соревнований Ваднаи набрал 248 баллов и занял итоговое 33-е место. Спустя месяц после окончания Олимпийских игр Беньямин выиграл этап Кубка Европы в Балатонфюреде. В июне 2016 года Ваднаи впервые в карьере вошёл в число 50 сильнейших яхтсменов в классе «Лазер», поднявшись в рейтинге на 42-ю позицию. В 2018 году на чемпионатах Европы и мира венгерскому яхтсмену удавалось войти в золотой флот, благодаря чему ему удалось подняться в мировом рейтинге в первую двадцатку.

## Личная жизнь
- Младший брат — Йонатан Ваднаи — яхтсмен, многократный призёр юниорских и молодёжных чемпионатов мира.